# Kohleria trianae
Kohleria trianae är en tvåhjärtbladig växtart som först beskrevs av Eduard August von Regel, och fick sitt nu gällande namn av Johannes von Hanstein. Kohleria trianae ingår i släktet Kohleria och familjen Gesneriaceae. Inga underarter finns listade i Catalogue of Life.